# Dorfkirche Menkin

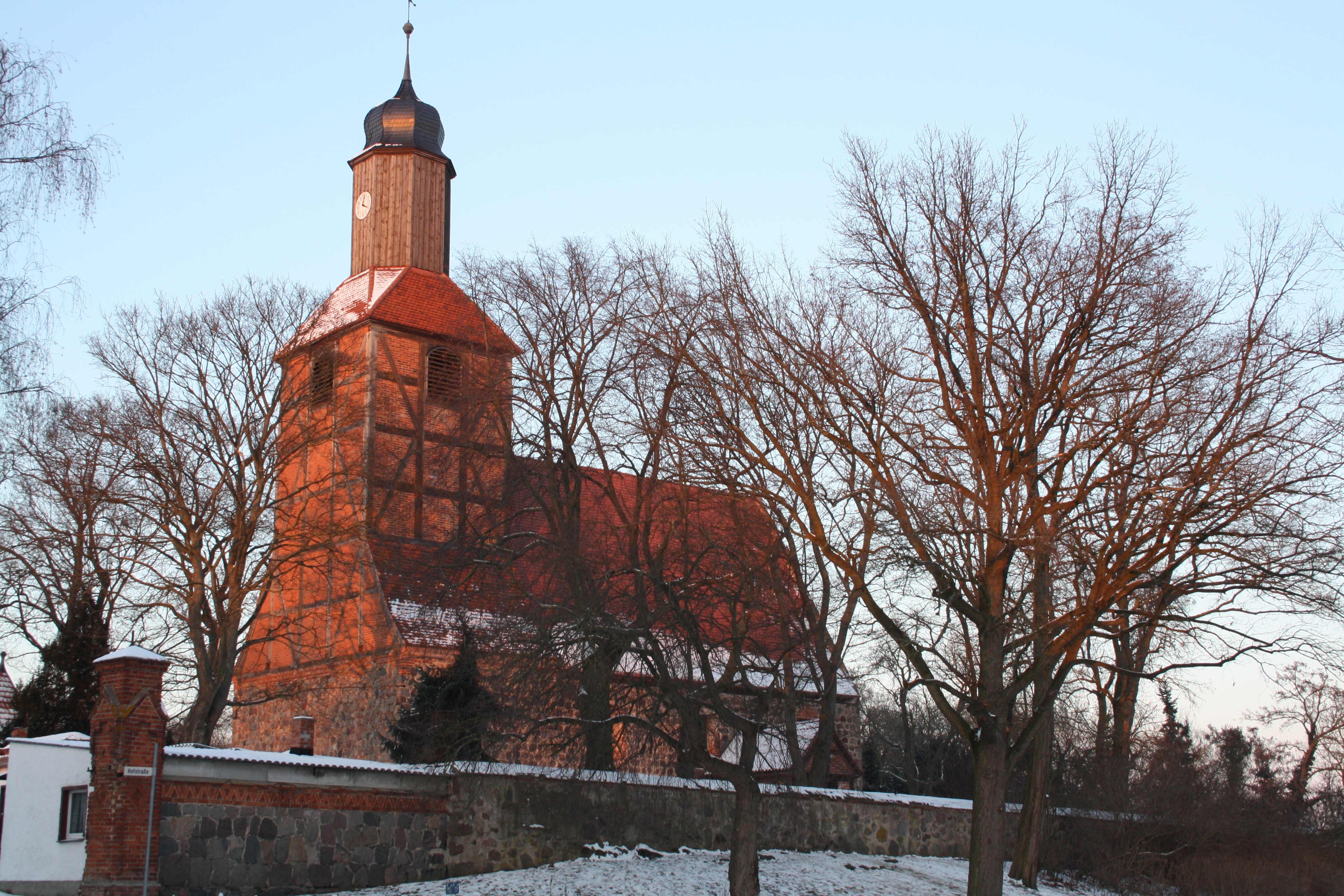
Kirche Menkin 2014 von Westen

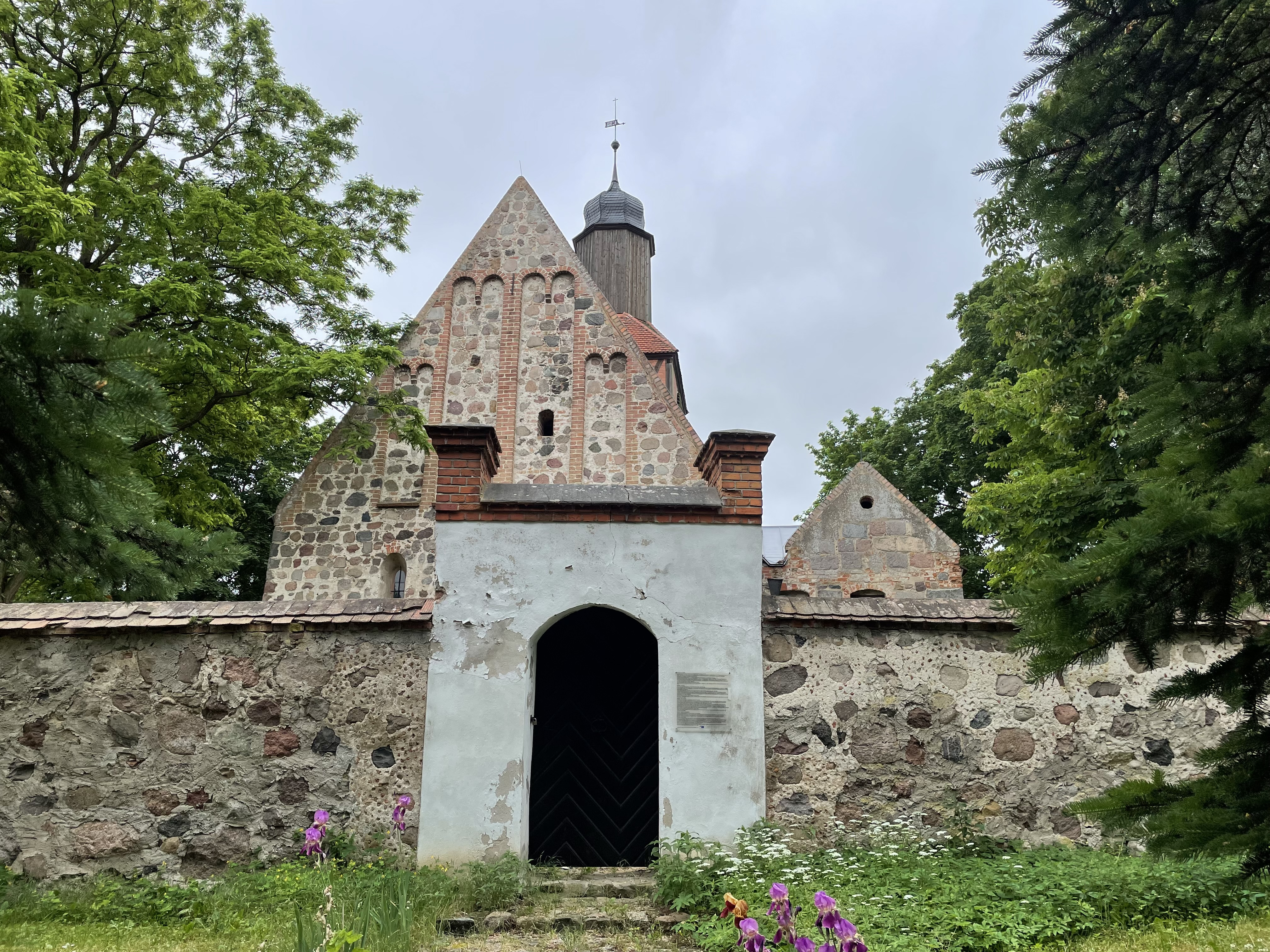
Ansicht von Osten

Die evangelische Dorfkirche Menkin ist eine mittelalterliche Saalkirche in Menkin im Gemeindeteil Wollschow von Brüssow in Brandenburg. Sie gehört zur Kirchengemeinde Brüssow im Kirchenkreis Pasewalk der Pommerschen Evangelischen Kirche und kann nach Anmeldung besichtigt werden.

## Geschichte und Architektur
Die Kirche wurde in der zweiten Hälfte des 13. Jahrhunderts aus geschichteten Granitquadern erbaut. Der Turm wurde so breit wie das Kirchenschiff gestaltet.
Die bemalte Balkendecke stammt aus dem 17. Jahrhundert, ebenso eine segmentbogige Sakramentsnische in der Südwand. Das Türblatt des Südportals von 1703 hat einen schmiedeeisernen Beschlag in Form einer Ritterfigur. Ein Messingkronleuchter mit Ritterfigur stammt aus dem Jahr 1727. 1731 entstanden die Südvorhalle und der Turmaufsatz aus Fachwerk mit einer geschlossene Laterne und einer schiefergedeckten Haube. Außerdem wurde der Westgiebel erneuert. Die Glocke von 1767 stammt von Johann Heinrich Scheel aus Stettin. An den Wänden der Empore, sowie an der Nord- und der Südwand befinden sich 32 Kindertotenschilde aus dem 17. und 18. Jahrhundert. 1995 bis 1998 wurde die Kirche restauriert.
Der Bau hat überwiegend Rechteckfenster, nur in der Südwand sind es Spitzbogenfenster und im Ostgiebel leicht gestaffelte Rundbogenfenster.
In den Jahren 1995 bis 1999 wurde eine bauliche Instandsetzung des Turms und des Schiffs vorgenommen, die von der Deutschen Stiftung Denkmalschutz unterstützt wurde. Mit Unterstützung einer Hamburger Stifterin konnten auch Altar und Kanzel, Patronatsempore, Südvorhalle und Orgel renoviert werden.
Bei einer Kirchensanierung von 1926 bis 1930 wurden 1927 Wandmalereien aus dem 14. und 16. Jahrhundert wiederentdeckt und freigelegt. Weihekreuze an der Ost- und Südwand stammen auch aus dem 14. Jahrhundert. Im Jahr 1580 wurde an die Südwand der Kirche in Anlehnung an den Lübecker Domspruch geschrieben:
„Christ unser Herr so zu uns spricht:

Ich bin ewig – ihr sucht mich nicht.

Ich bin allmächtig – ihr fürchtet mich nicht.

Ich bin barmherzig – ihr trauet mir nicht.

Ich bin wahrhaftig – ihr glaubet mir nicht.

Ich bin gerecht – ihr ehret mich nicht.

Ich bin der Weg – ihr gehet mich nicht.

Ich bin das Licht – ihr sehet mich nicht.

Ich bin das Leben – ihr begehret mein nicht.

Ich bin weise – ihr folget mir nicht.

Ich bin der Meister – ihr fraget mich nicht.

Ich bin reich – ihr bittet mich nicht.

Ich bin schön – ihr liebet mich nicht.

Ich bin edel – ihr dienet mir nicht.

Ich bin der Richter – verdenket mirs nicht.“

## Kirchengemeinde
Die Kirchengemeinde Menkin gehörte bis 1974 zum Kirchenkreis Brüssow der Kirchenprovinz Mark Brandenburg bzw. der Evangelischen Kirche in Berlin-Brandenburg und anschließend zum Kirchenkreis Pasewalk der Pommerschen Evangelischen Kirche. Seit Mai 2012 ist sie Teil der Kirchengemeinde Brüssow in der Propstei Pasewalk im Pommerschen Evangelischen Kirchenkreis des Sprengel Mecklenburg und Pommern (Sitz des Sprengel-Bischofs in Greifswald) der Evangelisch-Lutherischen Kirche in Norddeutschland.

## Ausstattung
Der Spätrenaissance-Altaraufsatz wurde 1599 von der Dorfbesitzerin Ursula von Blanckenburg gestiftet. Über dem Pastorengestühl von 1638 hängen drei Porträts von ihr. Dar Altar hat einen farbenprächtigen architektonischen Aufbau mit vielem Ornament. In der rundbogig geschlossenen, von vorgezogenen Säulen gerahmten Mittelnische befindet sich ein vielfigürliches Kreuzigungsrelief, in seitlichen Nischen allegorische Figuren und Heilige und in der Predella ein Abendmahlsrelief. Links und rechts der Predella befinden sich zwei Engel, welche die Elemente des Abendmahls zeigen, die Hostie und den Kelch mit Wein. Darüber ist im Mittelteil die Kreuzigung Jesu dargestellt, darüber der auferstandene Christus mit der Siegesfahne und auf der Spitze des Altars der Pelikan, der seine Jungen mit seinem eigenen Blut tränkt.
Die Kanzel mit Schalldeckel und das Lesepult mit Beschlagwerk stammen ebenfalls aus dieser Zeit. Der reich verzierte Kanzelkorb zeigt in Rundbogennischen unter anderem die vier Evangelisten zwischen Ecksäulchen und an der Treppe gemalte Kardinaltugenden. Das Küstergestühl unterhalb der Kanzel stammt aus der Zeit um 1600. Es ist durch Säulchen auf hohen Postamenten gegliedert und zeigt Apostelbildern in diamantierten Blendarkaden.
In den Jahren 1623 bis 1642 erfolgte eine umfassende Erneuerung, nachdem schwedische Truppen während des Dreißigjährigen Krieges Menkin samt Kirche zweimal verwüsteten. Dabei wurden unter anderem die Fenster verändert. Das Gestühl der Kirche blieb seit 1637 unverändert erhalten.

## Herrschaftsloge und Gruft
1637 wurde an der nördlichen Kirchenseite ein etwa 6,5 m × 5 m messender, zweigeschossiger Logenanbau für eine Herrschaftsempore und eine Gruft für die Erbbegräbnisse der Familie von Winterfeldt gebaut. Die Familie von Winterfeldt war von 1623 bis 1945 in Menkin ansässig und auch Patron der Kirche. Stifter des Anbaus waren Adam von Winterfeld und seine Gattin Anna von Roebel. 
Dabei wurde vor der Korbbogenöffnung zum Nordanbau eine mit Tellerscheiben verglaste Patronatsloge mit vier Ofenplatten mit biblischen Szenen und Braunschweiger Wappen aus der Ilsenburger Hütte eingerichtet.
An der Innenseite der Tür zur Gruft steht der Spruch: „Wär ich so weis wie Salomon und auch so schön als Absalon und hätt des großen Alexander Reich müßt ich doch werden dem Tode gleich Anno 1637“. Im Jahr 1900 wurde im Auftrag der Familie Winterfeldt eine Bestandsaufnahme, Ordnung und Reinigung der Gruft durchgeführt. Der Zinnsarg des Adam Winterfeldt war wie die anderen Särge gewaltsam geöffnet und ausgeraubt worden. Die Restaurierung des Zinnsargs wurde in Berlin vorgenommen. Bei einer Instandsetzung der Gruft vom Herbst 2005 bis 2006 wurden die Särge der Familie Winterfeldt gereinigt und untersucht. Die individuell und aufwändig gestalteten Särge sind zumeist aus Holz gefertigt, teils bemalt und mit reichen Beschlägen versehen, allein der Sarg des Adam Winterfeldt besteht aus Zinn. Auch die Innenausstattung ist mit Stoff, Füllmaterial und Kissen reich und aufwändig ausgeführt. Die bestatteten Toten waren durchweg bekleidet und mit Hauben oder Totenkronen, ähnlich denen an der Herrschaftsloge im Innern der Kirche, geschmückt. Infolge der guten Durchlüftung der Gruft waren die Toten gut erhalten und mumifiziert. Die jüngsten Särge bestehen aus Eichenholz und stammen aus der zweiten Hälfte des 18. Jahrhunderts.

## Orgel
1917 wurde von Barnim Grüneberg aus Stettin eine Orgel als opus 740 eingebaut. Das Instrument wurde zu Ende des Zweiten Weltkriegs 1945 zerstört. Es verfügte über einen dreiteiligen Prospekt in Neorenaissance-Formen. 
2005 wurde die Orgel durch Orgelbaumeister Andreas Arnold von der Firma Mecklenburger Orgelbau/Wolfgang Nußbücker restauriert. Dabei wurden die bestehenden Teile gereinigt und mit Holzschutz versehen und das Orgelgehäuse restauriert und rekonstruiert. Ebenfalls restauriert wurden die Balganlage mit Anschluss eines elektrischen Winderzeugers, die Windladen der Spielanlage, die pneumatischen Windladen der Ton- und Registertrakturen sowie die Holzpfeifen und alle Metallpfeifen. Die Orgel hat folgende Disposition:
| I Manual C–f3 |     |
| Bordun (ab G) | 16′ |
| Principal     | 8′  |
| Octav         | 4′  |

| II Manual C–f3 |    |
| Aeoline        | 8′ |
| Salicional     | 8′ |
| Liebl. Gedackt | 8′ |
| Flauto dolce   | 4′ |

| Pedal C–d1 |     |
| Subbass    | 16′ |

- Koppeln: I/I Superoctavcoppel, II/I, I/P
- Spielhilfen: Mezzoforte, Tutti, Auslöser, Calcant, Jalousieschweller